# Geissorhiza humilis
Geissorhiza humilis (лат.) — небольшое многолетнее травянистое клубнелуковичное растение, вид рода Geissorhiza семейства Ирисовые (Iridaceae). Эндемик ЮАР. Растёт на влажных песчаных почвах в Западно-Капской провинции ЮАР.

## Описание

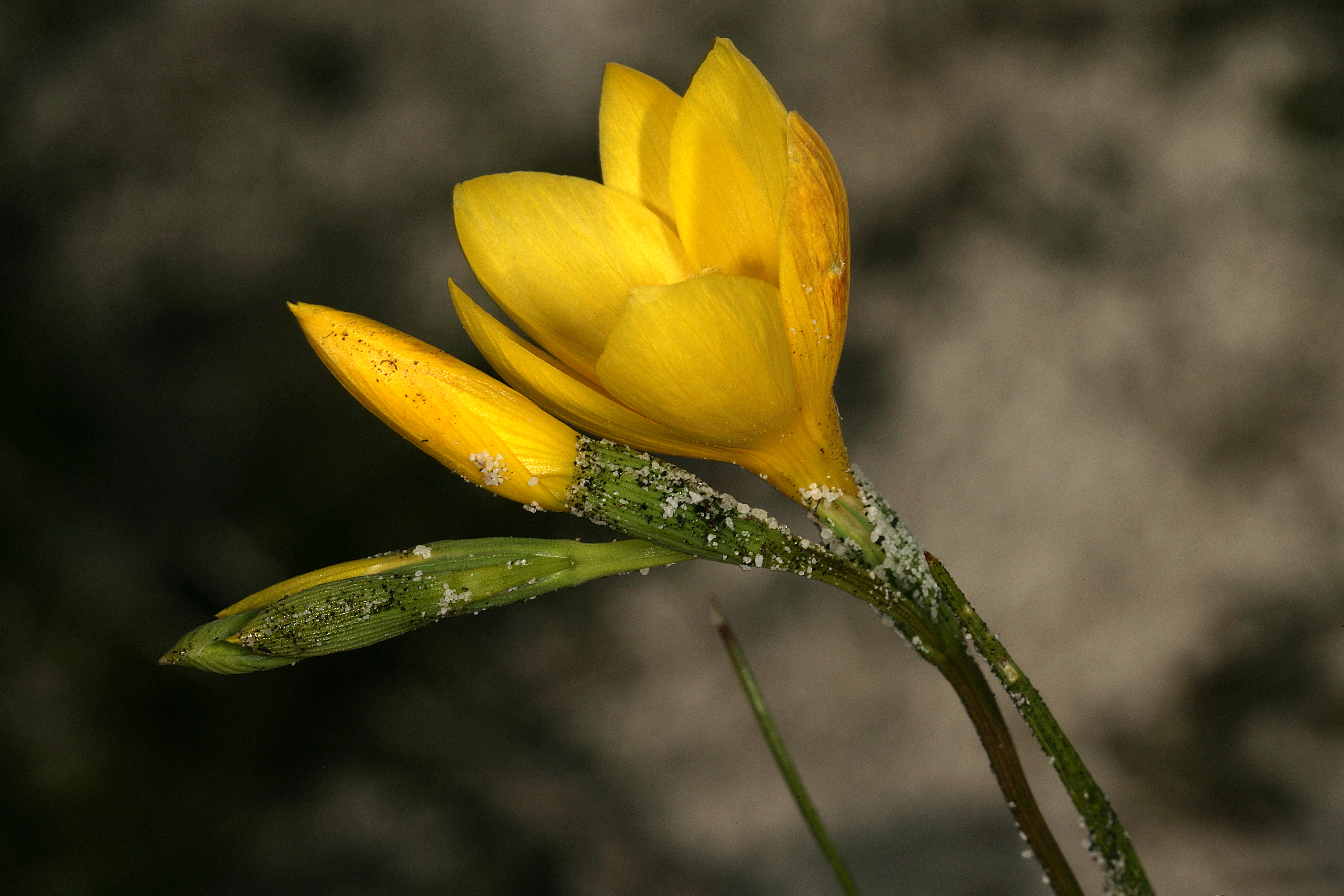
Соцветие-колос G. humilis с прилипшими песчинками.

Geissorhiza humilis — многолетний травянистый клубнелуковичный геофит высотой 8-14 см. Клубнелуковица приблизительно яйцевидная, асимметричная, снизу косо сплющенная, Чешуйки светло-коричневые, концентрические, неравномерно фрагментированные, сверху оттянуты в щетинки. Стебель наклонный, выше основания согнутый, иногда с дополнительной ветвью. Листьев от двух до трёх. Нижние листья — базальные, самые длинные, серповидные, превышают стебель, шириной 1-3 мм, края и средняя жилка утолщённые и с 2 узкими бороздками на каждой поверхности, второй лист мельче. Самый верхний лист обычно стеблевой, снизу ребристая обвёртка, иногда сильно редуцированная, липкая, с прилипшим песком. Соцветие — колос 2-8-цветковый, изогнутый; прицветники 8-12 мм длиной, слегка ребристые, усечённые, края бесцветные, внутренние такие же длинные, но уже наружных, липкие. Цветки актиноморфные, листочки околоцветника раскидистые, ярко- или бледно-жёлтые, редко с тёмной трубкой; трубка околоцветника узковоронковидная, 5-8 мм длиной, немного выдается из прицветников. Листочки околоцветника обратнояйцевидно-эллипсоидные, 16-22 x 12-14 мм. Тычиночные нити прямые, равные, 5-8 мм длиной; пыльники около 5 мм длиной, жёлтые. Столбик разделяется напротив верхней трети пыльников, ветви 3-4 мм длиной. Плоды — коробочки продолговато-цилиндрической формы, длиной (8-)10-12 мм.

## Распространение и местообитание
G. humilis — эндемик Западно-Капской провинции ЮАР. Встречается от Капского полуострова до Стелленбоса, гор Хекс-Ривер и Риверлендса около Мамре-роуд до Малмсбери и Парла. Произрастает на песчаных почвах в финбоше на высоте 50-300 м над уровнем моря. Предпочитает крупнопесчаную почву. Обильно цветёт главным образом после пожара.

## Охранный статус
Ареал G. humilis имеет площадь распространения (EOO) 4401 км² и площадь обитания (AOO) 100 км². Встречается в 10 субпопуляциях. Более 50 % среды обитания вида было потеряно из-за выращивания сельскохозяйственных культур и развития городов. Почти 50 % зарегистрированных субпопуляций вымерли. Оставшиеся субпопуляции сокращаются из-за вторжения чужеродных растений и потери среды обитания из-за расширения городов. Поэтому G. humilis классифицирован как уязвимый по критерию B.